# Furfural
Furfural is een heterocyclisch aldehyde. Het is een kleurloze tot lichtgele, olieachtige vloeistof die een hogere dichtheid dan water bezit. De vloeistof wordt rood-bruin bij blootstelling aan de lucht. Ze heeft een smaak en geur die doet denken aan gebakken brood, amandel of karamel.
De naam furfural is afgeleid van het Latijnse furfur, wat zemelen betekent.

## Voorkomen en synthese
Furfural komt voor in sommige etherische plantenoliën, en kan geproduceerd worden uit plantenmateriaal van verschillende oorsprong; meest gebruikt zijn landbouwafvalproducten die pentosanen bevatten zoals maïskolven, rijstschillen, graanschillen, of bagasse (restmateriaal van suikerriet). Met zwavelzuur worden die omgezet (dehydratatie) tot furfural:
{\displaystyle \mathrm {C_{5}H_{10}O_{5}\longrightarrow \ C_{5}H_{4}O_{2}\ +\ 3\ H_{2}O} }
Furfural is ook een bijproduct van de papierproductie.

## Toepassingen
Het grootste gebruik van furfural is als grondstof voor andere chemische stoffen en geneesmiddelen, onder meer voor furfurylalcohol, tetrahydrofuraan, furaan, 2-furaanzuur, furfurylamine en furaanharsen. Verder wordt het aangewend als geurstof, impregneermiddel en als brandstofadditief (samen met rode kleurstof als additief in rode diesel voor landbouwvoertuigen) om dieselolie als vrijgesteld van accijns te markeren; de heftige reactie wordt dan als bewijs gezien dat er sporen van accijnsvrije diesel aanwezig zijn, en grond voor een naheffing.
Furfural dient als oplosmiddel in de petrochemische industrie om verzadigde en onverzadigde verbindingen te scheiden door middel van extractie.

## Toxicologie en veiligheid
Furfural reageert hevig tot explosief met vele verbindingen, onder meer sterke oxidantia. De stof polymeriseert onder invloed van sterke zuren of basen.
Furfural is giftig bij inademen of inslikken. De stof is irriterend voor de ogen, de huid en de luchtwegen. De vloeistof ontvet de huid en kan effecten hebben op de lever.
Er zijn beperkte aanwijzingen uit dierproeven dat furfural carcinogeen zou zijn (indeling in categorie 3).